# Річиця (Рівненський район)
Рі́чиця — село в Україні, у Гощанській селищній громаді Рівненського району Рівненської області. Населення становить 566 осіб.

## Географія
Село розташоване на правому березі річки Горині.

## Герб
На розтятому на синє та зелене поля щиті - золотий трилистий хрест, супроводжуваний зверху трьома срібними вузькими хвилястими балками. Трилистий хрест, відомий також як Хрест Святої Трійці відображає найголовнішу пам'ятку села - дерев'яну церкву Святої Трійці, збудовану 1755 року. Три срібні вузькі хвилясті балки це три річки що протікають селом і позначають назву села (герб є промовистим).

## Історія
У 1755 році в Річиці, за кошти місцевих парафіян, була зведена дерев'яна церква на честь Святої Живоначальної Трійці. На той час село входило до складу Луцького повіту Волинського воєводства Речі Посполитої.
У 1757 році князь Станіслав Любомирський надав ерекцією земельні угіддя для церкви. Згідно з цим документом, садиба разом із городом мала розміри 586 локтів у довжину та від 424 до 570 локтів у ширину. Для рільництва було виділено 6 волок орної землі, що оброблялася за трипільною системою, а сінокоси забезпечували заготівлю сіна для 25 косарів. Також церковному причту було надано право вільної вирубки лісу для власних потреб без необхідності отримання додаткових дозволів, що залишалося чинним і в 1889 році за поміщика Іодка.
Після Другого поділу Речі Посполитої у 1793 році Річиця увійшла до складу Заславського намісництва Російської імперії, а з 1796 року— до Волинської губернії.
У 1885 році Річиця була колишнім власницьким селом при річці Горинь. 416 мешканців, 48 дворів, православна церква, кузня, постоялий будинок, водяний млин, винокурний завод.
У 1906 році село Тучинської волості Рівненського повіту Волинської губернії. Відстань від повітового міста 23 верст, від волості 5. Дворів 68, мешканців 607.
12 червня 2020 року, відповідно до розпорядження Кабінету Міністрів України № 722-р «Про визначення адміністративних центрів та затвердження територій територіальних громад Рівненської області», увійшло до складу Гощанської селищної громади.
19 липня 2020 року, в результаті адміністративно-територіальної реформи та ліквідації Гощанського району, село увійшло до складу новоутвореного Рівненського району.

## Населення

### Мова
Розподіл населення за рідною мовою за даними перепису 2001 року:
| Мова       | Кількість | Відсоток |
| ---------- | --------- | -------- |
| українська | 566       | 100%     |